# 6300 Hosamu
6300 Hosamu este un asteroid din centura principală de asteroizi.

## Descriere
6300 Hosamu este un asteroid din centura principală de asteroizi. A fost descoperit pe 30 decembrie 1988 la Okutama de Tsutomu Hioki și Nobuhiro Kawasato. El prezintă o orbită caracterizată de o semiaxă mare de 3,25 ua, o excentricitate de 0,12 și o înclinație de 1,9° în raport cu ecliptica.